# Kiss!
「Kiss!」（キス）は、bump.yの4枚目のシングル。2011年8月10日にSony Music RecordsからDVD付初回生産限定盤A（規格品番：SRCL-7686/87）DVD付初回生産限定盤B（規格品番：SRCL-7688/89）通常盤（規格品番：SRCL-7690）の3形態で発売された。

## 収録曲

### CD
全作詞:Song Soo Yoon/HAN JAE HO/KIM SEUNG SOO/サイトウアカリ
1. Kiss! [3:18]
  - 作曲・編曲:HAN JAE HO/KIM SEUNG SOO
2. New Day [3:28]
  - 作曲:HAN JAE HO/KIM SEUNG SOO/An Jun Sung
  - 編曲:An Jun Sung
3. Kiss!（Instrumental） [3:18]
4. New Day（Instrumental） [3:26]

### 初回生産限定盤A・DVD
1. Kiss! (Music Video)
2. メアリ camera (Making of Kiss!)
3. ななみ camera (Making of Kiss!)
4. 美桜 camera (Making of Kiss!)
5. 彩良 camera (Making of Kiss!)
6. 祭 camera (Making of Kiss!)

### 初回生産限定盤B・DVD
1. bump.y JUMP!!!!! #1
2. bump.y JUMP!!!!! #2
3. bump.y JUMP!!!!! 未公開映像
4. 「卒業までに…」リリース記念公演"ラブレター"

## 「Kiss!」リリース記念イベント
- 2011年8月9日、18:30 - サンシャインシティショッピングセンターアルパB1噴水広場
- 2011年8月10日、19:30 - タワーレコード渋谷店
- 2011年8月11日、19:00 - タワーレコード新宿店
- 2011年8月12日、18:30 - ラゾーナ川崎プラザルーファ広場 グランドステージ
- 2011年8月13日、13:00 - 阪急西宮ガーデンズ4Fスカイガーデン、 18:30 - 名古屋近鉄パッセ屋上
- 2011年8月14日、14:00 - 、17:00 - 「Kiss!」リリース記念LIVE&舞台「恋したい夏～Kiss!までぜんぜん届かないっ!～」